# Кайзерсберг (бира)
Кайзерсберг (на нидерландски: Keizersberg) е марка белгийска абатска бира, тип ейл, произведена и бутилирана от пивоварната компания „Brouwerij Van Steenberge“ в Евергем, Белгия. „Кайзерсберг“ e една от белгийските марки бира, които имат правото да носят логото „Призната белгийска абатска бира“ (Erkend Belgisch Abdijbier), обозначаващо спазването на стандартите на „Съюза на белгийските пивовари“ (Unie van de Belgische Brouwers).

## История
Историята на бирата „Кайзерсберг“ е свързана с бенедиктинското абатство Кайзерсберг, разположено в Льовен, провинция Фламандски Брабант, Централна Белгия.
На мястото където е построено абатството, през средновековието се издига укрепена крепост, която през 1782 г. е разрушена по заповед на иператор Йозеф II.
През 1888 г. на мястото се заселват девет монаси от абатство Маредсу. През следващата година са построени нови манастирски сгради, включващи и останките от бившата крепост. На 13 април 1899 г. манастирът получава статут на абатство. Абатството търпи сериозни щети от пожар през 1914 г. По време на германската окупация през Втората световна война, абатството е частично разрушено при бомбардировки от съюзническата авиация през май 1944 г. След войната е възстановена изцяло.
Днес Абатство Кайзерсберг е действащ мъжки католически манастир с малка общност от 5 монаси (2009) – част от Бенедиктинския орден.

## Характеристика
В самото абатство никога не е съществувала собствена пивоварна. Абатската бира се вари от 1994 г. по споразумение с пивоварната „Brouwerij Van Steenberge“ в Евергем, Белгия. Бирата Кайзерсберг е златиста силна трипъл бира с вторична ферментация в бутилката, с алкохолно съдържание 9 %. Тя се продава само магазина на абатството. Абатството получава парични отчисления за използване на търговската марка и наименованието Keizersberg.